# 大島寛一
大島寛一（おおしま ひろかず、1914年10月31日 - 1994年9月23日）は、日本の大蔵官僚。近畿財務局長、内閣官房内閣審議室長、関東財務局長、財務参事官、日本銀行理事、日本監査役協会会長。大島堅造の長男。

## 来歴
兵庫県出身。旧制一高を経て東京帝国大学法学部法律学科在学中に高等試験行政科を合格。東京帝大法学部法律学科を卒業し、1937年4月 大蔵省入省。理財局属。1940年9月 大蔵大臣秘書官（事務担当）。1952年8月 理財局総務課長。1953年6月から1956年6月までは外務省在ニューヨーク総領事館・ 在米国大使館で勤務。1956年6月 大臣官房財務調査官（為替局担当）。1957年6月 近畿財務局長。1959年5月 内閣官房内閣審議室長。1960年6月 関東財務局長。1961年6月 財務参事官。1962年6月 退官、日本開発銀行理事。1967年8月 日本銀行理事。1968年11月 農林中央金庫副理事長。1975年 新日本製鐵監査役。日本監査役協会会長。1984年 勲二等瑞宝章受章。1994年9月23日 腎不全で死去。

## 略歴
- 1937年4月：大蔵省入省。理財局属。
- 1938年1月：中華民国駐在。
- 1939年9月：理財局。
- 1940年9月：大蔵大臣秘書官（事務担当）。
- 1941年5月：企画院第一部第三課。
- 1941年11月：企画院第一部第三課 兼 総裁官房総務室。
- 1943年3月：企画院第一部第三課。
- 1943年6月：理財局。
- 1943年11月：臨時召集（東部第39部隊）。
- 1946年5月：召集解除。
- 1946年6月：大臣官房文書課。
- 1947年4月：管理局閉鎖機関課長。
- 1947年11月：大臣官房渉外部次長。
- 1948年7月：理財局経済課長。
- 1949年6月：理財局見返資金課長。
  - 1951年1月：欧米各国出張（〜1951年5月）。
- 1952年8月：理財局総務課長。
- 1952年12月：理財局（米国出張）。
- 1953年6月：外務省在ニューヨーク総領事館領事 兼 在米国大使館一等書記官。
- 1956年3月：外務省在米国大使館参事官。
- 1956年6月：大臣官房財務調査官（為替局担当）。
- 1957年6月：近畿財務局長。
- 1959年5月：内閣官房内閣審議室長。
- 1960年6月：関東財務局長。
- 1961年6月：財務参事官。
- 1962年6月：退官。